# Empis kafiri
Empis kafiri är en tvåvingeart som beskrevs av Smith 1969. Empis kafiri ingår i släktet Empis och familjen dansflugor. Inga underarter finns listade i Catalogue of Life.